# Laša Gudžedžijani
Laša Gudžedžijani (* 12. srpna 1985) je bývalý gruzínský zápasník–judista.

## Sportovní kariéra
S judem začínal v Tbilisi v klubu Ševardeni pod vedení Gurama Modebadzeho. V gruzínské seniorské reprezentaci se prosazoval v těžké váze nad 100 kg od roku 2003. V roce 2004 vybojoval nominaci na olympijské hry v Athénách, kde vypadl v úvodním kolem s Selimem Tataroğlu z Turecka. V roce 2007 se třetím místem na mistrovství světa v Riu kvalifikoval na olympijské hry v Pekingu. V Pekingu se probojoval do semifinále proti Japonci Satoši Išiimu. Od úvodu vyrovnaný zápas rozhodl minutu před koncem přísný verdikt rozhodčí, která mu udělila šido za pasivitu a tím dostala japonského soupeře do vedení na koku. V závěrečné minutě bodou ztrátu nesmazal a navíc se v posledních sekundách nechal chytit do držení. V boji o třetí místo nestačil na Francouze Teddy Rinera a obsadil 5. místo.
V roce 2009 si v přípravě na domácí mistrovství Evropy v Tbilisi zranil koleno. Po návratu na tatami na své dřívější výsledky nenavázal. Sportovní kariéru ukončil po vleklých zraněních v roce 2012.

## Výsledky

### Váhové kategorie
| Turnaj             | 2003       | 2004       | 2005       | 2006       | 2007       | 2008       | 2009       | 2010       |
| Turnaj             | 18*        | 19*        | 20*        | 21*        | 22*        | 23*        | 24*        | 25*        |
| Turnaj             | těžká váha | těžká váha | těžká váha | těžká váha | těžká váha | těžká váha | těžká váha | těžká váha |
| ------------------ | ---------- | ---------- | ---------- | ---------- | ---------- | ---------- | ---------- | ---------- |
| Olympijské hry     |            | úč.        |            |            |            | 5.         |            |            |
| Mistrovství světa  | —          |            | 3.         |            | 3.         |            | —          | 7.         |
| Mistrovství Evropy | —          | 7.         | úč.        | —          | 2.         | 5.         | —          | —          |
| ME do 23 let       | 2.         | —          | 1.         | —          | —          |            |            |            |
| MS juniorů         |            | 1.         |            |            |            |            |            |            |
| ME juniorů         | 1.         | 2.         |            |            |            |            |            |            |

### Bez rozdílu vah
| Turnaj             | 2003 | 2004 | 2005 | 2006 | 2007 | 2008 | 2009 | 2010 |
| Turnaj             | 18*  | 19*  | 20*  | 21*  | 22*  | 23*  | 24*  | 25*  |
| ------------------ | ---- | ---- | ---- | ---- | ---- | ---- | ---- | ---- |
| Mistrovství světa  | —    |      | —    |      | —    | úč.  |      | —    |
| Mistrovství Evropy | —    | —    | 5.   | —    | —    | —    | —    | —    |